# Andrew Thomas Jamieson
Pour les articles homonymes, voir Andrew Jamieson et Jamieson.
Andrew Thomas Jamieson (c. 1823-31 octobre 1872) est un homme politique canadien de la Colombie-Britannique. Il est député provincial indépendant de la circonscription britanno-colombienne de Lillooet de 1871 jusqu'à son décès en fonction alors qu'il se trouve à San Francisco en Californie en 1872.